# Antiviral
Cet article concerne la molécule. Pour le film, voir Antiviral (film).
Ne doit pas être confondu avec Antivirus.
Un antiviral est une molécule perturbant le cycle de réplication d'un ou de plusieurs virus, permettant ainsi de ralentir mais rarement d'arrêter une infection virale. Avec les vaccins et la prévention, ils constituent le seul moyen connu pour lutter contre les infections d'origines virales.
Les antiviraux sont efficaces pour lutter contre les virus en attendant la mise au point d'un vaccin, qui est la seule manière connue d'éradiquer un virus à long terme, comme l'ont montré les différentes campagnes d'éradication de la poliomyélite et surtout de la variole.
Un antirétroviral est une classe particulière d'antiviral destinée à lutter contre les rétrovirus.

## Action
Un antiviral agit en perturbant chimiquement un moment précis du cycle de réplication d'un virus. Il freine ainsi l'infection en limitant la multiplication des particules virales. Pour améliorer l'action des antiviraux, certains traitements prescrivent des médicaments stimulant la réaction du système immunitaire, comme c'est le cas avec la ribavirine avec laquelle on prescrit au patient des interférons.
Les périodes pendant lesquelles agissent les antiviraux permettent de les classer en trois catégories :
- ceux qui empêchent le virus de pénétrer dans la cellule ;
- ceux qui agissent au tout début de la réplication du matériel génétique du virus et l'empêche de se reproduire ;
- et ceux qui interviennent au moment de l'assemblage ou de la sortie du virus des cellules infectées et font en sorte que les virus produits ne soient pas fonctionnels.

## Histoire
Les antiviraux sont relativement récents par rapport aux vaccins, les premiers développements datent des années 1960 et sur la cinquantaine de molécules disponibles en 2007, la moitié a été mise au point après 1987.
Les premières molécules antivirales étaient difficiles d'emploi pour un traitement médical car, bien qu'elles empêchassent la réplication du virus, elles perturbaient également le fonctionnement des cellules. Mais depuis, les molécules mises au point sont de plus en plus sélectives et efficaces.
La pression de la sélection naturelle peut entraîner chez certains virus soumis à un traitement antiviral l'apparition de virus mutants rendus résistants au traitement. L'augmentation du nombre de molécules disponibles a permis de mettre au point des polythérapies qui combinent l'action simultanée de plusieurs antiviraux permettant ainsi de combattre les virus sur plusieurs fronts. Les premiers essais de trithérapie en 1996 contre le VIH/Sida ont été particulièrement concluants et ont permis de faire baisser de manière très importante la mortalité des patients ayant accès à ces traitements. Des bithérapies contre l'hépatite C sont à l'étude (2007).

## Antiviraux connus
Pour ce qui est du nombre d'antiviraux existants, les plus nombreux sont ceux du VIH, et de l'hépatite C, ensuite viennent les médicaments antiherpétiques, antigrippaux, et les « autres ».

### Antirétroviraux du VIH

#### Inhibiteurs nucléosidiques (INTI)
- zidovudine (Retrovir, ZDV), molécule également connue sous le nom AZT
- lamivudine (Epivir, 3TC)
- emtricitabine (Emtriva, FTC)
- didanosine (Videx, ddI)
- stavudine (Zerit, d4T)
- abacavir (Ziagen, ABC)
- zalcitabine (Hivid, ddC)
- tenofovir (TDF)
- racivir
- amdoxovir
- apricitabine
- elvucitabine

#### Formes combinées
- Combivir (zidovudine + lamivudine)
- Kivexa (abacavir + lamivudine), association également connue sous le nom Epzicom
- Truvada (tenofovir + emtricitabine)
- Trizivir (abacavir + zidovudine + lamivudine)

#### Inhibiteurs non nucléosidiques (INNTI)
- efavirenz (Sustiva, EFV), également connue sous le nom Stocrin
- nevirapine (Viramune, NVP)
- étravirine (Intelence)
- delavirdine (Rescriptor, DLV)
- rilpivirine (Edurant, TMC-278)

#### Analogues nucléotidiques
- tenofovir (Viread, TDF)
- fosalvudine

#### Associations de molécules
- Truvada (tenofovir + emtricitabine)
- Epzicom (Abacavir + Lamivudine)
- Atripla (efavirenz + tenofovir + emtricitabine)
- Eviplera (rilpivirine + tenofovir + emtricitabine)

##### Inhibiteurs de la protéaseet de l'intégrase
Protéase :
- amprenavir (Agenerase, APV)
- tipranavir (Aptivus, TPV)
- indinavir (Crixivan, IDV)
- saquinavir (Invirase, SQV)
- fosamprénavir (Telzir, FPV), également connue sous le nom Lexiva
- ritonavir (Norvir, RTV)
- darunavir (Prezista, DRV)
- atazanavir (Reyataz, ATZ)
- nelfinavir (Viracept, NFV)
- Kaletra (lopinavir + ritonavir, LPV/r), association également connue sous le nom Aluvia

Intégrase :
- raltégravir (Isentress, RAL)
- elvitégravir (EVG/r)
- dolutégravir (DTG)
- bictégravir (BIC)

#### Inhibiteurs de la fusion
- enfuvirtide (Fuzeon, ENF), également connue sous le nom T-20

#### Inhibiteurs d'entrée (CCR5)

##### maraviroc(Celsentri), également connue sous le nom Selzentry
- vicriviroc
- TNX-355

##### Inhibiteurs de maturation
Ces antiviraux agissent sur la production des protéines qui forment l’enveloppe interne du génome viral, le core, en empêchant leur constitution correcte.
- bevirimat (BVM)

### Médicaments contre l'herpès
Ces antiviraux ne permettent pas la guérison de l'herpès, le virus persistant à vie  mais ils permettent d'espacer voir d'empêcher les poussées, d'éviter les complications et de limiter la contagiosité.
- Aciclovir
- Cidofovir
- Docosanol
- Famciclovir
- Foscarnet
- Fomivirsen
- Ganciclovir
- Idoxuridine
- Penciclovir
- Trifluridine
- Valaciclovir
- Valganciclovir
- Vidarabine
- Ibacitabine

### Médicaments contre la grippe
On compte notamment l'oseltamivir, le zanamivir, l'amantadine et la rimantadine (mais des résistances sont apparues) et les autres inhibiteurs de la neuraminidase.

### Antiviraux à « large spectre »
Ces médicaments agissent contre de nombreux virus, et sont moins spécifiques que les autres.
Ceux existant aujourd'hui sont la Ribavirine, le Favipiravir, et le pleconaril (agissant sur les picornavirus pour ce dernier), voire l'interféron qui agit sur le système immunitaire comme stimulant (et non comme antiviral a action directe).